# Remo nos Jogos Pan-Americanos de 2015 - Skiff duplo peso leve feminino
A competição do skiff duplo peso leve feminino foi um dos eventos do remo nos Jogos Pan-Americanos de 2015. Foi disputada no Royal Canadian Henley Rowing Course em St. Catharines, nos dias 11 e 14 de julho.

## Calendário
Horário local (UTC-4).
| Data        | Horário | Fase          |
| ----------- | ------- | ------------- |
| 11 de julho | 10:15   | Eliminatórias |
| 11 de julho | 14:35   | Repescagem    |
| 14 de julho | 9:15    | Final B       |
| 14 de julho | 9:45    | Final A       |

## Medalhistas
| Ouro   | CAN Liz Fenje e Katherine Sauks         |
| Prata  | CUB Yislena Hernandez e Licet Hernandez |
| Bronze | USA Sara Giancola e Victoria Burke      |

## Resultados

### Eliminatórias
Bateria 1
| Pos. | Remador                                     | Nacionalidade   | Tempo   | Notas |
| ---- | ------------------------------------------- | --------------- | ------- | ----- |
| 1    | Yislena Hernandez Licet Hernandez           | CUB Cuba        | 7:33.70 | FA    |
| 2    | Fabiola Nunez Itzama Medina                 | MEX México      | 7:53.54 | R     |
| 3    | Adriana Escobar Karla Calvo                 | ESA El Salvador | 7:57.81 | R     |
| 4    | Keyla Garcia Marcucci Jenesis Perez Pastran | VEN Venezuela   | 8:06.66 | R     |

Bateria 2
| Pos. | Remador                                              | Nacionalidade      | Tempo   | Notas |
| ---- | ---------------------------------------------------- | ------------------ | ------- | ----- |
| 1    | Liz Fenje Katherine Sauks                            | CAN Canadá         | 7:21.43 | FA    |
| 2    | Sarah Giancola Victoria Burke                        | USA Estados Unidos | 7:28.79 | R     |
| 3    | Milka Kraljev Maria Rohner                           | ARG Argentina      | 7:31.50 | R     |
| 4    | Caroline De Caevalho Corado Sophia Valente Camara Py | BRA Brasil         | 7:47.41 | R     |

### Repescagem
| Pos. | Remador                                              | Nacionalidade      | Tempo   | Notas |
| ---- | ---------------------------------------------------- | ------------------ | ------- | ----- |
| 1    | Milka Kraljev Maria Rohner                           | ARG Argentina      | 7:37.11 | FA    |
| 2    | Sarah Giancola Victoria Burke                        | USA Estados Unidos | 7:39.88 | FA    |
| 3    | Fabiola Nunez Itzama Medina                          | MEX México         | 7:43.56 | FA    |
| 4    | Caroline De Caevalho Corado Sophia Valente Camara Py | BRA Brasil         | 7:46.68 | FA    |
| 5    | Adriana Escobar Karla Calvo                          | ESA El Salvador    | 8:00.97 | FB    |
| 6    | Keyla Garcia Marcucci Jenesis Perez Pastran          | VEN Venezuela      | 8:12.14 | FB    |

### Final
Final B
| Pos. | Remador                                     | Nacionalidade   | Tempo   | Notas |
| ---- | ------------------------------------------- | --------------- | ------- | ----- |
| 7    | Keyla Garcia Marcucci Jenesis Perez Pastran | VEN Venezuela   | 7:22.37 |       |
| 8    | Adriana Escobar Karla Calvo                 | ESA El Salvador | 7:23.83 |       |

Final A
| Pos.              | Remador                                              | Nacionalidade      | Tempo   | Notas |
| ----------------- | ---------------------------------------------------- | ------------------ | ------- | ----- |
| Medalha de ouro   | Liz Fenje Katherine Sauks                            | CAN Canadá         | 6:57.23 |       |
| Medalha de prata  | Yislena Hernandez Licet Hernandez                    | CUB Cuba           | 7:00.36 |       |
| Medalha de bronze | Sarah Giancola Victoria Burke                        | USA Estados Unidos | 7:03.86 |       |
| 4                 | Milka Kraljev Maria Rohner                           | ARG Argentina      | 7:07.47 |       |
| 5                 | Caroline De Caevalho Corado Sophia Valente Camara Py | BRA Brasil         | 7:10.01 |       |
| 6                 | Fabiola Nunez Itzama Medina                          | MEX México         | 7:12.86 |       |